# Adobe Bridge
Adobe Bridge （アドビ・ブリッジ）は、Adobe Creative Suite のコントロールセンターとして全アプリケーションをナビゲートし、連動させるためのソフトウェアである。2005年5月にAdobe Creative Suite 2 (CS2) の一部として発売された。Creative Suite のいずれのコンポーネントからでもダイレクトにアクセスでき、各コンポーネント内でフローティングパレットとして表示することも、独立したアプリケーションとして使用することもできる。

## 機能・特徴
- RAWファイルの全面サポート
- 複数のファイルに対して、一括してファイル名を変更し、ファイルフォーマットを変換する、Photoshopアクションを適用するといったバッチ処理
- フィルムストリップやリストによる表示方法
- ファイルのレーティングやラベルカラーを設定
- カラーマネジメントの一元化
- JavaScript のサポート
- すでに終了したサービス:
  - Adobe Stock Photosへの訪問（ストック写真）
  - Bridge Homeへの訪問（アドビ製品の最新情報やビデオなどが見られる）

## 参照
- Apple Aperture
- Adobe Lightroom